# Satoshi Kamata
Satoshi Kamata (鎌田 慧, Kamata Satoshi) est un journaliste japonais né le 12 juin 1938. Ouvrier dans une imprimerie à l'âge de 18 ans, il est licencié après avoir voulu y créer un syndicat. Il suit alors des cours de littérature japonaise à l'université Waseda. Par la suite, il devient journaliste et écrivain.
Il a écrit une dizaine de livres, traduits dans plusieurs langues. Il est notamment l'auteur de Toyota, l'usine du désespoir (1973), traduit en français en 1976, best-seller ré-édité une trentaine de fois depuis.